# Markshall, Norfolk
Markshall är en by i civil parish Caistor St Edmund and Bixley, i distriktet South Norfolk, i grevskapet Norfolk, i England. Byn är belägen 5 km från Norwich. Markshall var en civil parish fram till 1935 när blev den en del av Caistor St Edmund. Civil parish hade 53 invånare år 1931. Byn nämndes i Domedagsboken (Domesday Book) år 1086, och kallades då Markeshalla/Merkeshala/Merkessal(l)e.